# Txomin Aguirre
Txomin Agirre [aγi'r:e], (španjolski: Domingo de Aguirre),  (Ondarroa, Bizkaia, 4. travnja 1864. – Zumaia, Gipuzkoa, 14. siječnja 1920.) baskijski književnik i svećenik. Tvorac je modernoga baskijskog romana.

## Životopis
S početka pod utjecajem romantizma, poslije s jakim realističkim značajkama. Počeo pisati na biskajskom narječju, objavivši romane "Cvijet Pireneja" (Auñemendiko lorea, 1898.) i "Morske vode" (Kresala, 1906.). Živeći u Zumaiji, prihvatio narječje pokrajine Gipuzkoa, dostupno većini čitatelja, te na njemu napisao svoje glavno djelo, roman "Paprat" (Garoa, 1912.), u kojem opisuje seoski život toga kraja.